# Brayden Willis
Brayden Willis (Dallas, 11 novembre 1999) è un giocatore di football americano statunitense che milita nel ruolo di tight end per i San Francisco 49ers della National Football League (NFL).

## Carriera

### San Francisco 49ers
Willis al college giocò a football a Oklahoma, venendo inserito nella seconda formazione ideale della Big 12 Conference nell'ultima stagione. Fu scelto nel corso del settimo giro (247º assoluto) nel Draft NFL 2023 dai San Francisco 49ers. Debuttò come professionista subentrando nella gara del terzo turno contro i New York Giants disputando 6 snap in attacco. La sua prima stagione si chiuse con 7 presenze, nessuna delle quali come titolare, senza ricevere alcun passaggio.

## Palmarès
- National Football Conference Championship: 1

San Francisco 49ers: 2023